# Мосолов, Борис Анатольевич
Борис Анатольевич Мосолов (20 июня 1950 года, Москва, СССР) — советский пятиборец, неоднократный победитель и призёр чемпионатов СССР по современному пятиборью. Победитель Спартакиады народов СССР (1979) и бронзовый медалист (1975) в командном первенстве. Обладатель Кубка Европы (1975) в команде. Участник Олимпийских игр 1976 года в Монреале.
Первый из советских пятиборцев, завоевавший звание чемпиона мира среди юниоров в личном первенстве(1971, г. Упсала, Швеция) с суммой очков — 5272.
Мастер спорта международного класса СССР. Заслуженный мастер спорта России (2010). Выступал за Вооруженные Силы (Москва).

## Спортивная деятельность
С 1964 года занимался современным пятиборьем в ДСО «Спартак» на конно-спортивной базе «Планерная»
```
             Мастер спорта СССР - май 1968 г.
```

С 1968 года, выступая на соревнованиях, представлял город Москву, ЦСКА, Вооружённые силы СССР, сборную команду СССР.
- В личном зачёте завоёвано:

```
            1970 г. - Чемпион СССР среди юниоров;
            1971 г. - Первый советский Чемпион мира среди юниоров в личном первенстве (Швеция);
            1975,1977 г.г.- Чемпион г. Москвы;
            1974,1978 г.г.- Чемпион Вооружённых сил СССР;
            1975 г.- Чемпион Дружественных армий.	    
```

- В составе сборных команд завоёвано:

```
            1974, 1977, 1979 г.г.- Чемпион СССР;
            1975, 1980 г.г.- Чемпион Европы.
```

## Олимпийские игры
- На Олимпийских играх 1976 в Монреаль занял 8 место в личном первенстве.

- Итоговые результаты.

| Место | Спортсмен           | Возраст | Конкур | Фехтование | Стрельба | Плавание     | Кросс        | Сумма |
| 8     | Борис Мосолов (URS) | 28 лет  | 1036   | 856        | 934/191  | 1212/3.27,79 | 1162/13.21,1 | 5200  |

## Тренерские достижения
Сборная команда Вооружённых сил СССР завоевала:
```
        1985,1986,1988,1989,1991г.г.- Чемпион СССР;
        1985, 1987. 1989 г.г.- Чемпион Дружественных Армий;
        1991,1992 г.г.- Чемпион СИЗМ(Международный совет военного спорта)
```

Подготовлены чемпионы мира, Европы, СССР — Заслуженные мастера спорта Вахтанг Ягорашвили, Герман Юферов, Леонид Витославский, Ирина Киселёва.

## Общественная работа
```
        Член Президиума Федерации современного пятиборья Советского Союза 1985-1992г.г.
        Вице президент Федерации современного пятиборья России 2001-2012 г.г.
```